# Regelung eines Gleichstromstellers
Um einen Gleichstromsteller oder auch ein Schaltnetzteil auf die gewünschte Ausgangsspannung oder den gewünschten Strom einzustellen, gibt es verschiedene Verfahren, die erforderlichen Schaltzeitpunkte (ein/aus) des elektronischen Schalters (z. B. Transistor) zu steuern.

## Einteilung
Es gibt verschiedene Merkmale oder Parameter, die die Steuerung charakterisieren. Sie können beliebig kombiniert werden. Jede Kombination bietet spezifische Vor- und Nachteile.  
Frequenz:
- Pulsweitenmodulation (PWM): die Frequenz ist konstant, das Verhältnis An-/ Auszeit (engl. duty cycle) ist variabel.
- Pulsfrequenzmodulation (PFM): An- oder Ausschaltzeit sind konstant, die Frequenz bzw. Periodendauer ist variabel. Es resultiert ebenfalls ein variabler duty cycle.
- Hysteretic Mode (dt. Hystereseregelung bzw. Hysteresesteuerung): An-/ Auszeit und die Frequenz sind variabel, der Schaltzeitpunkt wird durch einen Schwellenwertschalter aus dem aktuellen Strom- oder Spannungswert gewonnen.

Strom/Spulenzustand:
- DCM (engl. discontinuous current mode, dt. „nicht-kontinuierlicher Strom“): die Speicherdrossel (Spule) ist zeitweise stromlos, auch als lückender Betrieb bezeichnet.
- CCM (engl. continuous current mode, dt. „kontinuierlicher Strom“): die Spule ist ständig stromdurchflossen.

Regelgröße:
- Voltage Mode: die Eingangsgröße zur Regelung ist lediglich die Ausgangsspannung. Spulenstrom und Ausgangsspannung werden mit einer Regelschleife eingestellt.
- Current Mode: der Strom wird mit Hilfe einer inneren Schleife gesteuert. Die Ausgangsspannung wird indirekt über das Stellen des Strom-Sollwertes geregelt.
- Hysteretic Mode (Hysterese-Modus, auch Zweipunktregelung): der Strom oder die Ausgangsspannung gelangen auf einen Schwellenwertschalter (Schmitt-Trigger), der mit seiner Hysterese die Ein- und Ausschaltzeitpunkte frei steuert.